# 王堂水库
王堂水库是中国河南省信阳市境内的一座水库，位于十字江上，建于1969年。水库正常库容为1060万立方米，集雨面积为22平方千米，海拔为100米。